# Nikolaï Foregger
Nikolaï Foregger von Greiffentur est un metteur en scène et un chorégraphe russe, né le 6 avril 1892 à Kiev et mort le 8 juin 1939 à Moscou.
Inspiré par les progrès techniques et les révolutions sociales et politiques du XIXe siècle et du début du XXe, il recherche dans la danse les mouvements mécaniques inspirés des machines.
Il dirige des théâtres et opéras à Moscou à partir de 1916 et, à Kiev, ville dont il est originaire, à partir de 1930.
À son arrivée à Moscou il est fasciné par le mouvement constructiviste naissant. Il va catalyser ce mouvement, en y introduisant la danse. 
Son théâtre remporta le succès populaire, mais ses réinterprétations de classiques finirent par lasser, car considérées comme contre-révolutionnaires. Avec Vladimir Mass (ru), il se tourna alors vers l'humour politique et l'agitprop. En 1920, à la maison de la presse de Moscou au n° 7 rue Arbat, il créa le studio Mastfor, où la danse s'inspiraient de mouvements mécaniques, et où toutes sortes d'ingénieux systèmes extra-picturaux et extra-théâtraux participaient à la mise en scène : des disques en rotation rapide produisant des effets cinématiques, des projecteurs volants, etc. À Mastfor travaillent Vladimir Mass et Ossip Brik (chefs de la section littéraire), Matveï Blanter et Boris Ber (chefs de la section musicale), Sergueï Eisenstein et Sergueï Ioutkevitch (direction artistique). Parmi les acteurs du théâtre on peut nommer Boris Barnet, Sergueï Guerassimov, Tamara Makarova.
Foregger analyse les gestes du jeu théâtral, de la danse, en particulier des jeux de farce médiévale française et de la comédia del arte italienne, du cirque, et de la biomécanique. Tout cela lui permettait de mettre la machine au cœur du spectacle, comme elle le devenait dans la vie des russes de l'époque, et de créer un procédé de réalisation du spectacle nommé tafiatrainement, qu'il considérait comme une forme d'art en soi.
En 1922, Mastfor fusionne avec GITIS sous le nom d'atelier n ° 2 GITIS. En 1924, les locaux du théâtre ont brûlé, la troupe est partie en tournée dans le sud de la Russie et a été dissoute à l'automne. En 1924, un décret spécial du pays interdit les activités de tous les studios de plastique et rythmiques.